# Tillandsia sigmoidea
Espèce
Classification phylogénétique
Tillandsia sigmoidea L.B.Sm. est une espèce de plantes à fleurs de la famille des Bromeliaceae endémique de Colombie.
L'épithète sigmoidea, signifiant « en forme de S », se réfère au profil des bractées de l'inflorescence.

## Protologue et Type nomenclatural
Tillandsia sigmoidea L.B.Sm., in Contr. U.S. Natl. Herb. 29: 440, fig. 44e-g (1951)
Diagnose originale :
« A T. brevilingua Mez, cui aegre affinis, omnibus partibus multo majoribus, foliis acutis, scapi bracteis dense imbricatis, bracteis florigeris laevibus, margine prope apicem valde sigmoideo-curvatis, sepalis liberis differt. »
Type :
- leg. M.B. & R. Foster & E. Smith, n°1461, 1946-08-19 ; « in the last line of trees on the mountain-side, Aduiameina, Sierra Nevada de Santa Marta; department of Magdalena, Colombia, altitude 3,060 meters »[1] ; Holotypus (1/2) GH (Gray Herbarium) (GH 29452)
- leg. M.B. & R. Foster & E. Smith, n°1461, 1946-08-19 ; « in the last line of trees on the mountain-side, Aduiameina, Sierra Nevada de Santa Marta; department of Magdalena, Colombia, altitude 3,060 meters » ; Holotypus (2/2) GH (Gray Herbarium) (GH 29453)
- leg. M.B. & R. Foster, n° 1461 ; « Colombia. Magdalena » ; Isotype US National Herbarium (US 00091102)

## Synonymie
(aucune)

## Écologie et habitat
- Typologie : plante herbacée en rosette, monocarpique, vivace par ses rejets latéraux ; saxicole[1],[2] ou épiphyte[2].
- Habitat : forêts[2].
- Altitude : 900 m[1] ; 180-3000 m[2].

## Distribution
- Amérique du sud :
  -  Colombie
    - Magdalena[1]